# Michel Théato
Michel Johann Théato (ur. 22 marca 1878 w Luksemburgu, zm. 2 kwietnia 1923 w Paryżu) – luksemburski lekkoatleta maratończyk, mistrz olimpijski z Paryża.
Przez długi czas sądzono, że był Francuzem, jednak pod koniec XX wieku Alain Bouillé odkrył, że Théato urodził się w Luksemburgu i nigdy nie uzyskał obywatelstwa francuskiego. Pracował w Paryżu jako stolarz. Był członkiem klubu sportowego Club Amical et Sportif de Saint-Mandé.
Na igrzyskach olimpijskich w 1900 w Paryżu Théato startował w biegu maratońskim, który liczył sobie 40 260 m. W drugiej połowie dystansu wyprzedził prowadzącego Szweda Ernsta Fasta, (który zdobył brązowy medal) i samotnie wygrał. Po biegu Amerykanin Arthur Newton, który zajął 5. miejsce, twierdził, że Théato biegł na skróty korzystając ze znajomości ulic paryskich, ale badania historyczne nie potwierdziły tego zarzutu.
Choć Théato był Luksemburczykiem, Międzynarodowy Komitet Olimpijski uważa, że startował w igrzyskach olimpijskich dla Francji i dlatego zdobyty przez niego medal przypisuje Francji.